# Přibyslavice (okres Brno-venkov)
Přibyslavice jsou obec v okrese Brno-venkov v Jihomoravském kraji. Obec je tvořena dvěma vesnicemi, vlastními Přibyslavicemi, které leží v katastrálním území Přibyslavice u Velké Bíteše, a Radoškovem s vlastním katastrem; celková katastrální výměra obce činí 852 ha. Žije zde 544 obyvatel. Přibyslavice se rozkládají v Křižanovské vrchovině v nadmořské výšce 483–518 m, Radoškov v nadmořské výšce 445–470 m.

## Části obce
- Přibyslavice (včetně Otmarova)
- Radoškov

## Historie

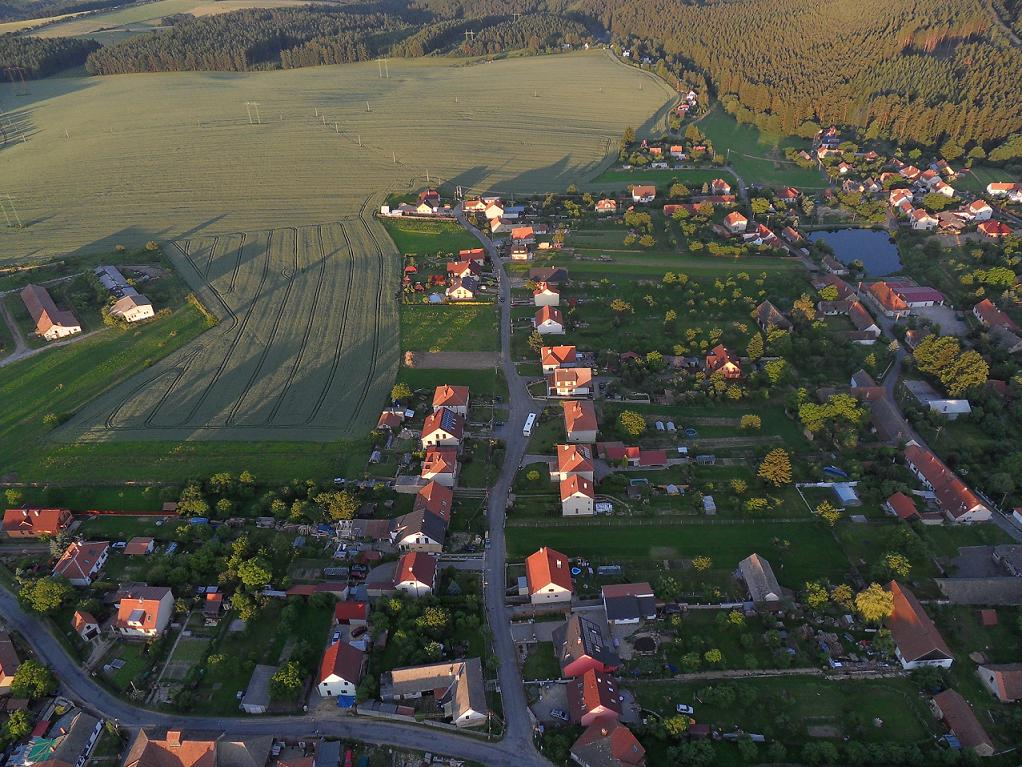
Letecký pohled na Mistrovskou ulici

Název obce je patrně odvozen od osobního jména Přibyslav tj. „přibyj (přibuď) slávy více“. Vesnice je velmi stará, již od roku 1048 byla s „újezdem Domášovským“ knížetem Břetislavem darována rajhradskému klášteru. První písemná zmínka o obci pochází z roku 1175. Vesnice měla ráz typické slovanské osady, rozložené v nerovném terénu, skrytém mezi lesy. Nedaleko vedla prastará cesta spojující Jihlavu s Brnem. Stáří obce je dáno s velkou pravděpodobností její zeměpisnou polohou, tvořící ve druhé polovině 11. století i ve století dvanáctém západní hranici slovanského osidlování, které pronikalo do podhůří Českomoravské vrchoviny směrem z brněnské kotliny.
Obec se rozkládá na svazích Přibyslavického potoka. Tvoří ji veliká nepravidelná náves, na niž jsou zahrady, rybník a zvonička. V obci býval panský hostinec, kovárna, palírna kořalky, mlýn s pilou, myslivna a v údolí několik rybníků. S obcí souvisí osada Otmarov, založená proboštem Otmarem Konrádem Rajhradským, který roku 1786 zdejší poplužní dvůr zrušil a rozdělil na „familie“ (v domech jsou dosud zachované klenby). Bývalou osadu, která je v současnosti již součástí Přibyslavic, tvoří dvě kolmé uličky. Stavení bývalého panského dvora jsou identifikovatelná dodnes. Na okraji vesnice byla v 80. letech 18. století postavena „říšská“ silnice z Brna do Jihlavy, která se stala důležitou spojnicí habsburské monarchie a později také hlavní silniční dopravní tepnou Československé republiky. Po vybudování dálnice D1 ztratila svou důležitost a dnes je vedena jako silnice II. třídy č. 602.
V roce 1960 byl k Přibyslavicím jako místní část připojen Radoškov. K Přibyslavicím také patří osada Spálený Mlýn, která se nachází na severovýchodním okraji katastru Přibyslavic. Na konci 90. let 20. století došlo k pojmenování ulic. bylo jich pojmenováno 9 a jsou to tyto (v abecedním pořadí): Dlouhá, Chaloupky, Lipová, Mistrovská, Otmarov, Radoškovská, Sokolská, U Hřiště, U Zvoničky. V roce 2018 došlo k pojmenování dalších 4 ulic - a to: K Lomu, Na Státní, U Kaštanu a Zahrádky. Od podzimu 2014 do léta 2015 byla v obci vybudována čistírna odpadních vod s vlastní kanalizací.

## Obyvatelstvo
| Rok            | 1869 | 1880 | 1890 | 1900 | 1910 | 1921 | 1930 | 1950 | 1961 | 1970 | 1980 | 1991 | 2001 | 2011 | 2021 |
| -------------- | ---- | ---- | ---- | ---- | ---- | ---- | ---- | ---- | ---- | ---- | ---- | ---- | ---- | ---- | ---- |
| Počet obyvatel | 860  | 966  | 807  | 797  | 756  | 811  | 740  | 631  | 646  | 563  | 437  | 422  | 415  | 463  | 534  |
| Počet domů     | 114  | 131  | 138  | 138  | 148  | 138  | 154  | 167  | 163  | 155  | 135  | 149  | 160  | 173  | 199  |

Vývoj počtu obyvatel obce Přibyslavice
| Rok            | 1869 | 1880 | 1890 | 1900 | 1910 | 1921 | 1930 | 1950 | 1961 | 1970 | 1980 | 1991 | 2001 | 2011 | 2021 |
| -------------- | ---- | ---- | ---- | ---- | ---- | ---- | ---- | ---- | ---- | ---- | ---- | ---- | ---- | ---- | ---- |
| Počet obyvatel | 515  | 577  | 510  | 482  | 457  | 506  | 490  | 440  | 457  | 438  | 353  | 351  | 357  | 395  | 467  |
| Počet domů     | 73   | 81   | 84   | 84   | 92   | 88   | 100  | 108  | 163  | 111  | 102  | 112  | 122  | 133  | 154  |

Vývoj počtu obyvatel části obce Přibyslavice

## Příroda
Východní část území obce je součástí chráněného území přírodní park Údolí Bílého potoka. Zde se také vlévá Přibyslavický potok, který pramení v obci do Bílého potoka. Je jeho pravým přítokem. Podél levého břehu Přibyslavického potoka se za obcí nachází chatařská oblast včetně bývalého lomu.

## Kultura a školství
V obci se nachází mateřská škola, do které docházejí děti předškolního věku. Budova mateřské školy do 70. let 20. století sloužila jako základní škola pro nižší stupeň. Občané mají také k dispozici místní knihovnu, která se nachází v Sokolské ulici.
V obci má sídlo místní dobrovolný kulturní spolek „Přibyslavická chasa“. Z obce také pochází dechová kapela Galáni z Přibyslavic.

## Sport
V obci se nachází sokolovna s přilehlým hřištěm a samostatný tenisový kurt. Každý první týden v červenci zde byl pořádán pravidelný soft-tenisový amatérský turnaj (od roku 1999 do roku 2019). Od roku 2015 byla obnovena činnost TJ Sokola Přibyslavice, který během celého roku pořádá sportovní kroužky (sportovní všestrannost, parkour, aj.) pro členy. Stejně tak pořádá i akce veřejnost - a to sportovní (turnaje v nohejbale, stolním tenise, atd.) i kulturně - vzdělávací.

## Obecní průmyslová zóna
Obec má podél silnice II/602 svou vlastní průmyslovou zónu. Na podzim roku 2010 zde byla vybudována fotovoltaická elektrárna Přibyslavice.

## Doprava
Na jižní část katastru zasahuje krátký úsek dálnice D1. Územím dále prochází silnice II/602 v úseku Ostrovačice – Přibyslavice – Velká Bíteš.
Silnice III. třídy jsou:
- III/3798 v úseku II/602 – Přibyslavice – Svatoslav
- III/3799 ze silnice III/3798 na Radoškov

## Pamětihodnosti
- hřbitov Rudé armády